# Georg Nüßlein

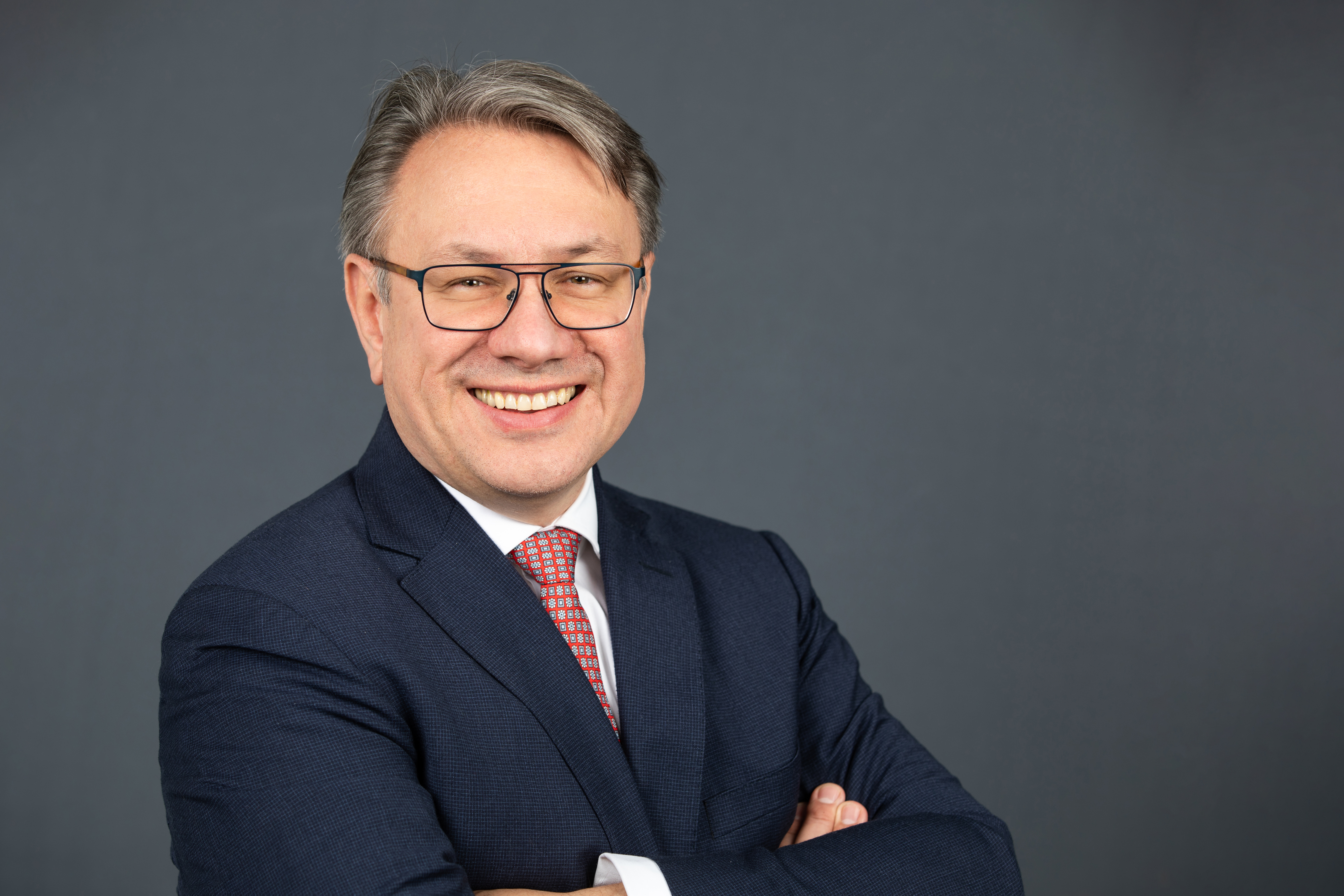
Georg Nüßlein (2020)

Georg Nüßlein (* 10. April 1969 in Krumbach) ist ein ehemaliger deutscher Politiker (parteilos, bis März 2021 CSU) und Kaufmann, der seit 1993 im deutschen Bankwesen arbeitet. 
Er war von 2002 bis 2021 Mitglied des Deutschen Bundestages. 
Von Januar 2014 bis März 2021 war er einer der stellvertretenden Vorsitzenden der CDU/CSU-Bundestagsfraktion.
Nüßlein gab Anfang März 2021 bekannt, er lasse sein Fraktionsamt ruhen und werde sich nach der Bundestagswahl am 26. September 2021 aus der Politik zurückziehen. Am 7. März 2021 trat er im Zuge gegen ihn gerichteter Ermittlungen der Generalstaatsanwaltschaft München wegen des Anfangsverdachts der Abgeordnetenbestechlichkeit und damit verbundener möglicher Steuerhinterziehung aus der Unionsfraktion aus. Am 8. März 2021 erklärte er seinen Austritt aus der CSU, er behielt sein Abgeordnetenmandat bis zum Ende der Legislaturperiode.
Im Rahmen der Maskenaffäre wurde Georg Nüßlein am 12. Juli 2022 vom Bundesgerichtshof (BGH) vom Vorwurf der Bestechlichkeit entlastet. Die Richter des BGH kritisierten, wie schon das OLG München, die damalige Gesetzeslage und forderten die Politik auf, sich eigene Regeln aufzuerlegen, um solche Geschäfte in Zukunft zu unterbinden.

## Leben und Beruf
Nüßlein machte 1988 am Simpert-Kraemer-Gymnasium in Krumbach das Abitur und studierte bis 1993 Wirtschafts- und Sozialwissenschaften an der Universität Augsburg. 1998 wurde er dort zum Doktor der Rechtswissenschaften (Dr. iur.) promoviert. Nüßleins Doktorvater war Herbert Buchner. Nüßlein veröffentlichte seine Doktorarbeit unter dem Titel Konzernkonstituierende Leitung: zugleich ein Vergleich des juristischen und betriebswirtschaftlichen Konzernverständnisses.
1993 begann er berufliche Tätigkeiten im Bank- und Finanzwesen; er arbeitete mehrere Jahre beim Bankhaus Reuschel & Co., einer Privatbank in München. Außerdem war er bis zu seiner Wahl in den Deutschen Bundestag Mitglied des Aufsichtsrates bei Verona Pooths Kosmetikfirma Verona’s Dreams und betreute nebenberuflich geschäftliche Belange der Dessous-Linie Pooths. Wegen dieses Engagements hatte Nüßlein in der Berliner CSU-Landesgruppe den Spitznamen „Strapsenschorsch“. 2012 gründete Nüßlein die Tectum Holding, die 2016 in eine GmbH umgewandelt wurde.
Nüßlein ist römisch-katholisch. Über sein Privatleben ist wenig bekannt. Er ist (Stand 2017) aktiver Jäger, Revierinhaber und seit 2003 Mitglied des Bayerischen Jagdverbandes (BJV).

### Politische Karriere
Nüßlein trat 1984 in die Junge Union (JU) und 1987 auch in die CSU ein. Er war von 1994 bis 2001 Vorsitzender des JU-Kreisverbandes im Landkreis Günzburg. Von 1995 bis 1997 war er Mitglied im JU-Deutschlandrat und Mitglied im Landesausschuss der JU Bayern. Von 1997 bis 2001 war Nüßlein stellvertretender Vorsitzender des JU-Bezirksverbandes Schwaben.
Nüßlein wurde 1996 Mitglied im Marktgemeinderat in Münsterhausen. Er war von 1996 bis 2002 Kreisrat im Kreistag des Landkreises Günzburg. Nüßlein war bis 2002 wirtschafts- und energiepolitischer Sprecher der CSU-Landesgruppe.
Nüßlein wurde bei der Bundestagswahl 2002 wurde er im Bundestagswahlkreis Neu-Ulm direkt gewählt und zog erstmals in den Bundestag ein. Bei den Wahlen 2005, 2009, 2013 und 2017 wurde er dort ebenfalls direkt gewählt.
Von 2014 bis 2021 war er als einer der stellvertretenden Vorsitzenden der CDU/CSU-Bundestagsfraktion zuständig für Gesundheit, Umwelt, Naturschutz und Reaktorsicherheit. Im 19. Deutschen Bundestag war Nüßlein stellvertretendes Mitglied im Ausschuss für Wirtschaft und Energie, im Ausschuss für Gesundheit, sowie im Ausschuss für Umwelt, Naturschutz und nukleare Sicherheit.
Im Dezember 2016 verlieh der Bundespräsident ihm das Verdienstkreuz am Bande des Verdienstordens der Bundesrepublik Deutschland (Bundesverdienstkreuz) für sein langjähriges politisches und ehrenamtliches Engagement.
Nüßlein forderte im Januar 2021, zehn Monate nach dem Beginn der COVID-19-Pandemie in Deutschland, angesichts der negativen Auswirkungen der Lockdown-Politik, die Schulen, Kinder, psychische Probleme und Einschnitte im sozialen und ökonomischen Bereich beträfen, ein Lockdown-Ende bis Mitte Februar 2021. Gleichwohl warb er im November 2020 auch um Verständnis für harte Einschränkungen insbesondere „im Freizeitbereich und der Gastronomie“ zugunsten eines besseren Schutzes vor Corona während der bevorstehenden Wintermonate – unter Verweis darauf, dass diese noch „bis März 2021“ andauern würden.
Am 8. März 2021 trat Nüßlein in Folge der Maskenaffäre aus der CSU aus, behielt aber bis zum Ende der Legislaturperiode sein Bundestagsmandat.

### Honorare für Maskenbeschaffung
Im Dezember 2020 erreichte die Münchner Generalstaatsanwaltschaft ein Rechtshilfeersuchen aus Liechtenstein. Den Ermittlern dort war bei einer Privatbank eine Überweisung von 660.000 Euro im Zusammenhang mit einer „politisch exponierten Person“ aufgefallen und sie hatten ein Ermittlungsverfahren wegen des Verdachtes der Vorteilszuwendung beziehungsweise der Vorteilsannahme zur Beeinflussung eingeleitet.
Am 25. Februar 2021 hob der Deutsche Bundestag auf einstimmigen Vorschlag des Ausschusses für Wahlprüfung, Immunität und Geschäftsordnung Nüßleins politische Immunität einstimmig auf. Noch am selben Tag gab es polizeiliche Durchsuchungen seiner Büros in Berlin und Günzburg, seines Hauses sowie von elf weiteren Objekten in Deutschland und Liechtenstein. Er soll über seine Firma Tectum Holding GmbH alleinvertretungsbefugt gegen Geld einen Hersteller medizinischer Schutzmasken aus Hessen an das Bundesministerium für Gesundheit, das Bundesministerium des Innern, für Bau und Heimat, das bayerische Gesundheitsministerium und die Bayerische Staatsregierung vermittelt haben. Für diese Vermittlungstätigkeit soll Nüßlein bei der Textilfirma aus der Nähe von Offenbach am Main eine Rechnung über 660.000 Euro gestellt haben. Nach Informationen der Augsburger Allgemeinen hätten an Nüßlein sogar rund 1,2 Millionen Euro gehen sollen. Die damit betraute Liechtensteiner Bank habe aber nach Erhärtung eines Verdachts die Überweisungen gestoppt und stattdessen ihre Finanzaufsicht informiert. Die ermittelnde Generalstaatsanwaltschaft München teilte den Mitgliedern des Immunitätsausschusses mit, Nüßlein habe keine Umsatzsteuervoranmeldung für die Summe vorgenommen. Es bestehe der Anfangsverdacht der Abgeordnetenbestechlichkeit und Steuerhinterziehung.
Nach Bekanntwerden der Vorwürfe, die er als haltlos bezeichnete, ließ Nüßlein mitteilen, das Amt des stellvertretenden Fraktionsvorsitzenden ruhen zu lassen. Außerdem trat er aus der Unionsfraktion aus und ließ über seinen Anwalt mitteilen, bei der Bundestagswahl im September 2021 nicht mehr zu kandidieren. Dass er sein Abgeordnetenmandat nicht sofort niederlegen möchte, wurde von führenden Unionspolitikern sowie weiteren Politikern anderer Parteien kritisiert. Der FDP-Abgeordnete Christoph Hoffmann kritisierte etwa, dass Nüßlein somit bis zum Ende der Legislaturperiode weiterhin Abgeordnetendiäten erhalte. Der CSU-Vorsitzende Markus Söder wie auch SPD-Generalsekretär Lars Klingbeil forderten, Nüßlein solle das Geld spenden.
Am 8. März 2021 trat Nüßlein aus der CSU aus. Entgegen Forderungen auch aus der Union behielt er aber sein Bundestagsmandat. Der damalige Vorsitzende der CDU/CSU-Bundestagsfraktion, Ralph Brinkhaus, räumte anschließend Fehler in der Affäre ein. Als Lehre daraus sollten laut Brinkhaus die Vorgänge aufgeklärt und Nebentätigkeiten von Abgeordneten strenger geregelt werden. Er und der CSU-Landesgruppenchef Alexander Dobrindt kündigten den Unionsabgeordneten einen neuen Verhaltenskodex an. Der CDU-Bundesvorsitzende Armin Laschet kritisierte mit Blick auf das Verhalten Nüßleins und vergleichbares Vorgehen des CDU-Abgeordneten Nikolas Löbel eine „Raffke-Mentalität“ in der Union und distanzierte sich von Abgeordneten, „die nichts im Kopf hätten, als Geld zu verdienen.“
Der Spiegel berichtete am 10. März 2021, aus einem richterlichen Durchsuchungsbeschluss gehe hervor, dass das mutmaßliche Schmiergeld über das Liechtensteiner Bankkonto einer Offshorefirma in der Karibik nach St. Vincent und die Grenadinen geflossen sein soll. Laut Informationen des Rechercheverbundes NDR, WDR und Süddeutsche Zeitung (veröffentlicht am 23. März 2021) sollten für Nüßlein, Sauter und deren drei Partner durch Deals mit Corona-Schutzmasken aus China für mehrere Ministerien in Deutschland insgesamt zwischen fünf und sechs Millionen Euro Provision fließen. Eine hessische Textilfirma soll mit Hilfe der zwei einflussreichen Bundestagsabgeordneten Nüßlein und Sauter Masken für rund 60 Millionen Euro an staatliche Abnehmer verkauft haben. Für Provisionen u. ä. sollen rund 20 Millionen Euro gegangen sein, davon rund 11,5 Millionen Euro an eine sechsköpfige Gruppe um Sauter und Nüsslein.
Am 15. April 2021 hob der Bundestag Nüßleins Immunität erneut auf, da die Staatsanwaltschaft über den ursprünglichen Untersuchungsbeschluss hinausgehende Schritte unternehmen wolle, und zwar gerichtliche Vermögensarrest- und Durchsuchungsbeschlüsse. Gegen die vom Oberlandesgericht München daraufhin angeordneten Durchsuchungsbeschlüsse und den Vermögensarrest legte Georg Nüßlein über seine Anwälte im Juni 2021 Beschwerde ein. Die gegen ihn erhobenen Vorwürfe seien „haltlos“, sagte er. Sein Anwalt nannte sie „unbegründet“. Seitens der Staatsanwaltschaft München wurde der Presse Einsicht in die Ermittlungsakten gegen Georg Nüßlein gewährt und die Zeugenaussage von Jens Spahn zur Maskenaffäre ganz oder in Auszügen weitergegeben und anschließend veröffentlicht.

### Urteil OLG München
Im November 2021 urteilte das Oberlandesgericht München, dass Nüßlein, Alfred Sauter und dem Unternehmer Thomas Limberger keine Bestechlichkeit oder Bestechung von Mandatsträgern vorzuwerfen seien. Das OLG hob alle Arrestbeschlüsse auf und erklärte die sechs bei Alfred Sauter angeordneten Hausdurchsuchungen für rechtswidrig. Der Vorwurf der Korruption sei unbegründet, weil die Abgeordneten bei ihrer Vermittlungstätigkeit kein „parlamentarisches Mandat“ ausgeübt, sondern nur ihre Kontakte genutzt hätten. Nach dem „eindeutigen Willen“ des Bundestags sei es kein Gesetzesverstoß, wenn ein Abgeordneter die „Autorität seines Mandats“ und seine Kontakte nutze, um Entscheidungen außerhalb des Bundestags zu beeinflussen. Das sei so „hinzunehmen“.
Die Generalstaatsanwaltschaft München kündigte an, gegen die Entscheidung des OLG beim BGH vorzugehen, da die zugrundeliegende Rechtsfrage bislang nicht höchstrichterlich entschieden sei und die Begründung des OLG nach Meinung der Generalstaatsanwaltschaft nicht überzeuge.
Am Gründonnerstag 2022 wurde bekannt, dass nach einer „Stellungnahme der Bundesanwaltschaft in Karlsruhe und einer Entscheidung des Landgerichts München I“ die Provisionen für Georg Nüßlein, Alfred Sauter, und Andrea Tandler, die die Maskenaffäre ausgelöst hatten, vermutlich legal waren.

### Urteil des BGH
Am 12. Juli 2022 entschied auch der Bundesgerichtshof, dass Georg Nüßlein und Alfred Sauter straffrei bleiben. Die Gerichte sahen mit Verweis auf die aktuelle Gesetzgebung den Tatbestand der Bestechlichkeit und Bestechung durch die Annahme von Provisionen für die Vermittlung von medizinischen Masken an deutsche Behörden als nicht erfüllt an. Die Beschwerde der Generalstaatsanwaltschaft München wurde somit abgewiesen.
Nüßlein äußerte sich kurz darauf in einem Interview erstmals zur Sache und stellte den Hergang des Falles aus eigener Sicht dar. Er fände es bedauerlich, dass sich viele von ihm abgewandt hätten. Er kritisierte, dass sich immer mehr Personen in die Politik drängten, die nichts von ihrem Handwerk verstünden und man sich heutzutage als Politiker nicht mehr unternehmerisch engagieren dürfe.